# Rosa yainacensis
Rosa yainacensis är en rosväxtart som beskrevs av Edward Lee Greene. Rosa yainacensis ingår i släktet rosor, och familjen rosväxter. Inga underarter finns listade i Catalogue of Life.